# Pseudagrion bernardi
Pseudagrion bernardi är en trollsländeart som beskrevs av Terzani och Carletti 2001. Pseudagrion bernardi ingår i släktet Pseudagrion och familjen dammflicksländor. IUCN kategoriserar arten globalt som livskraftig. Inga underarter finns listade i Catalogue of Life.